# Амейде
Амейде (нід. Ameide) — місто в нідерландській провінції Утрехт. Входить до муніципалітету Вейфгеренланден. 
Міські права отримало у 14-му сторіччі.
До 1986 року мало статус окремого муніципалітету та було частиною провінції Південна Голландія.

## Галерея

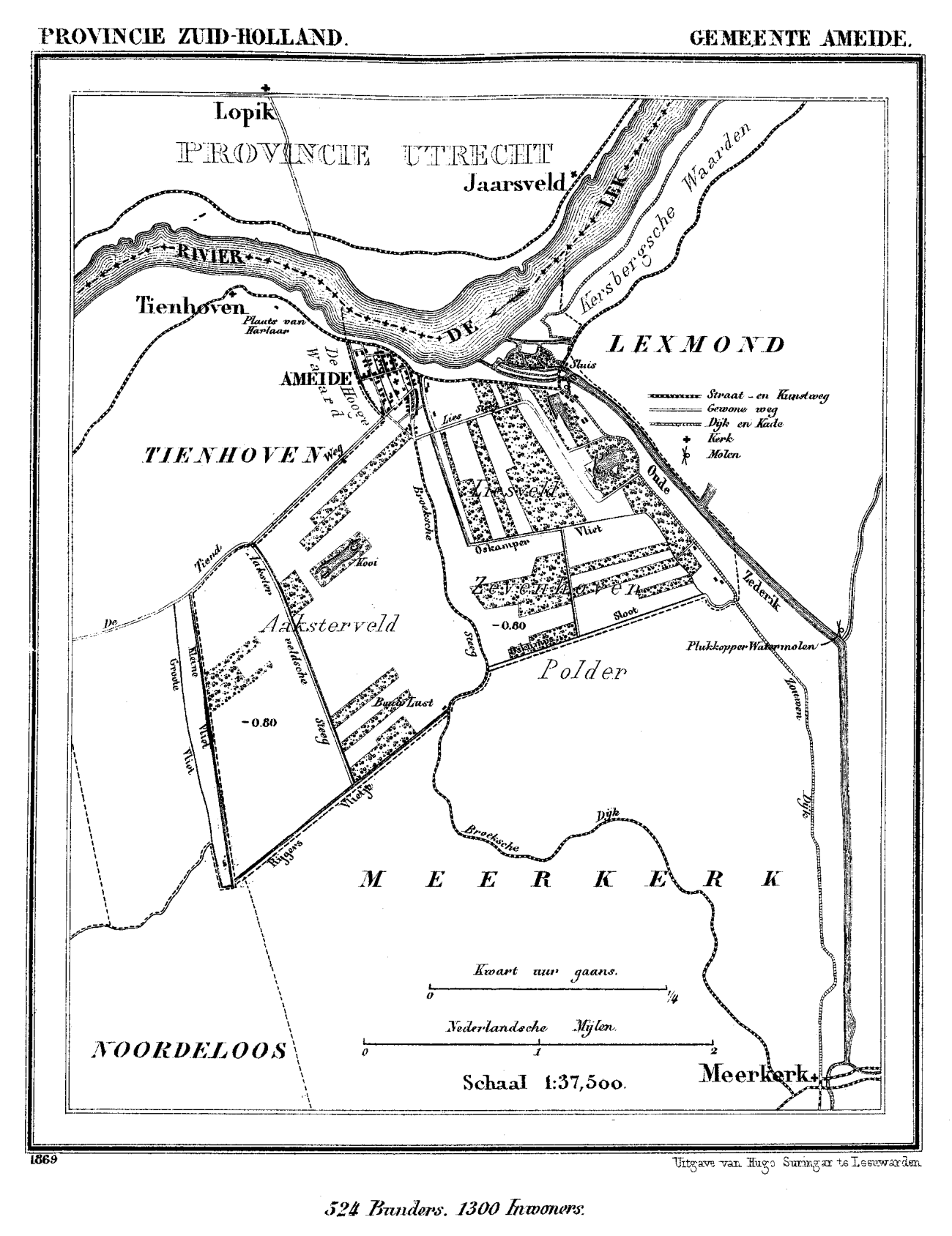
Мапа муніципалітету (1869)